# Пономаренко Віталій Миколайович
Віталій Миколайович Пономаренко (нар. 23 січня 1969 року в Києві, УРСР) — радянський та український футболіст, захисник.

## Біографія
Пономаренко є вихованцем футбольної школи київського «Динамо», у 1987 році він був заявлений за першу команду, але за два роки так і не зіграв за київський клуб жодного матчу в Вищій лізі СРСР.
У 1989 році він перейшов в білоцерківськ «Динамо», де став гравцем основи, провів три сезони, у яких зіграв 107 матчів. Після розпаду СРСР на Пономаренко знову звернули увагу представники «Динамо» (Київ). 14 березня 1993 року він все-таки дебютував у столичному клубі, суперником був одеський «Чорноморець», «Динамо» здобуло перемогу з мінімальним рахунком. Виступаючи за «Динамо», Пономаренко також брав участь у матчах дубля і віддавався в оренду «Борисфену».
У 1995 році гравець перейшов в чемпіонат Росії, підписавши контракт з клубом «Динамо-Газовик». За підсумками сезону клуб був понижений в класі. Після ще одного сезону з «Динамо» і «Ураланом» Пономаренко завершив кар'єру.

## Досягнення
- Чемпіон України (2): 1992/93, 1993/94
- Володар Кубка України (1): 1992/93